# Viola organista

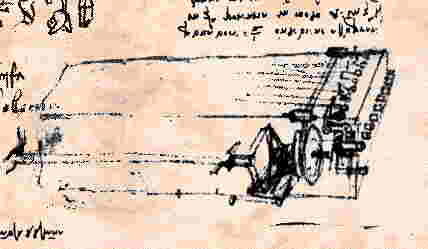
Schets van een viola organista (Codex Atlanticus, 1488–1489)

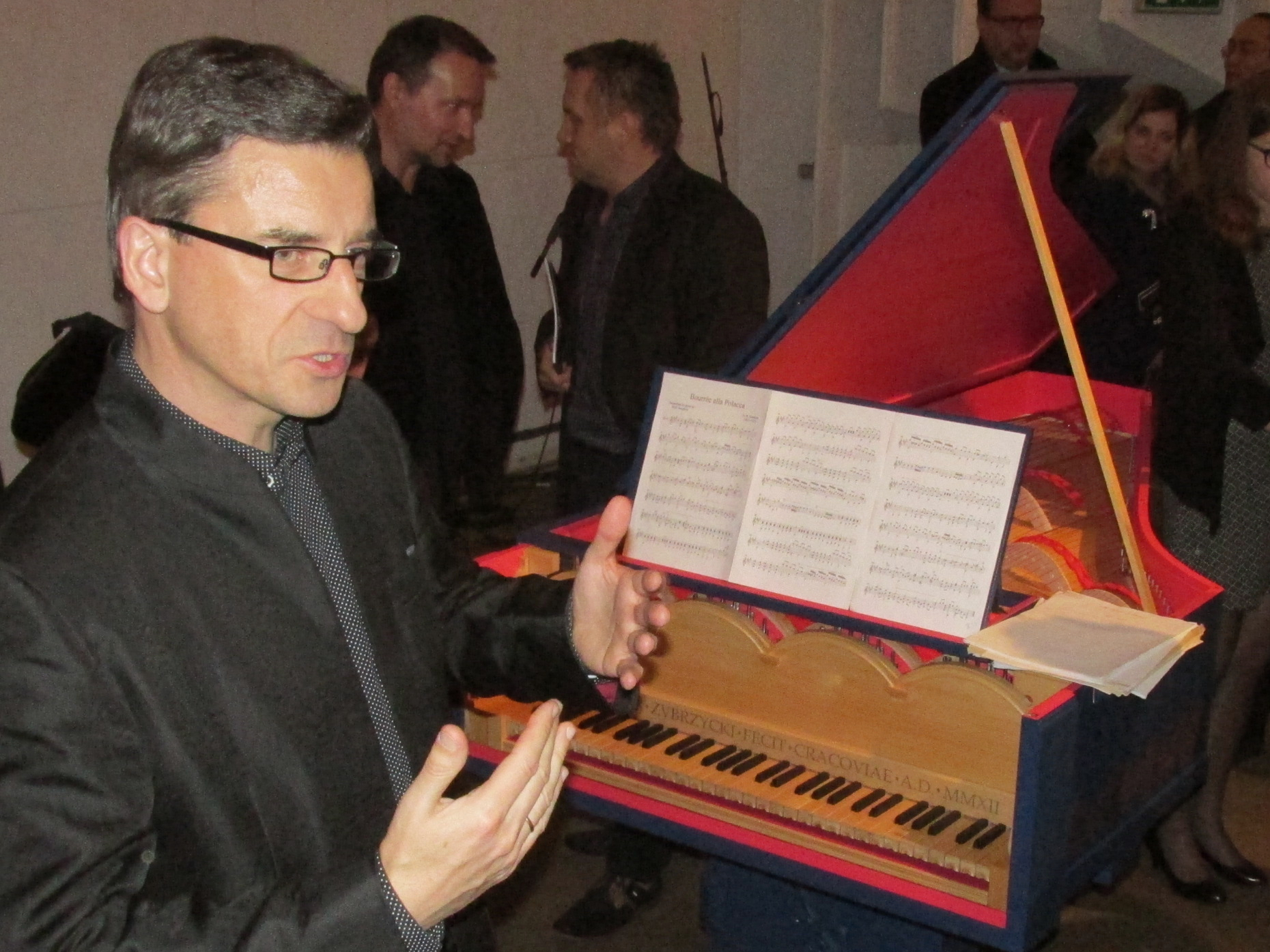
Bouwer Sławomir Zubrzycki en de door hem gebouwde viola organista

De viola organista (oftewel 'vioolorgel' of 'Geigenwerk') is een experimenteel muziekinstrument dat voor het eerst uitgedacht is door Leonardo da Vinci.
Het instrument bestond aanvankelijk alleen op schetsen van Da Vinci, maar is later werkelijk gebouwd. Het bestaat uit een toetsenklavier waarop gespeeld wordt. De klank komt van een roterende strijkrol (een frictiewiel) die de snaren net als bij een viool aanstrijkt en in trilling brengt.
Het aanvankelijke idee van Da Vinci, zoals opgetekend in zijn schetsboeken uit de periode 1488-1489 en zijn tekeningen uit de Codex Atlanticus, was om een of meer wielen continu te laten draaien. Elk wiel zou dan een continu rondlopende strijkstok aandrijven. Door een toets in te drukken wordt dan de snaar tegen de draaiende boog gedrukt hetgeen de snaar in trilling brengt.
Er bestonden diverse ontwerpvarianten in de schetsen van Da Vinci. In een daarvan werd de toonhoogte van een snaar bepaald met tangenten, die door de toets tegen de snaar worden gedrukt. Daardoor werd de snaar als het ware verkort, wat een hogere toon geeft. Hierbij waren er meer toetsen dan snaren, omdat een snaar door meer toetsen bediend werd. In een ander ontwerp had iedere toets zijn eigen snaar.

## Bouw
Da Vinci heeft het instrument zelf niet gebouwd. De Duitse uitvinder Hans Haiden bouwde volgens de geschetste principes in 1575 wel een 'Geigenwerk'. Ook Aiko Obuchi, een modern instrumentbouwer, maakte vanaf 1993 op grond van de schetsen van Da Vinci een aantal 'Geigenwerken'.

### 21e eeuw
Op 18 oktober 2013, ruim vijfhonderd jaar na het ontwerp, werd voor het eerst geconcerteerd op een viola organista. Sławomir Zubrzycki, de Poolse concertpianist die het instrument bouwde, bespeelde het tijdens het vijfde International Royal Cracow Piano Festival in het Florianka-auditorium van de Muziekacademie Krakau.
Het instrument heeft 61 snaren en het pedaal bedient via een krukas de strijkrollen. Volgens de bouwer verenigt zijn instrument karakteristieken van klavecimbel, orgel en viola da gamba. Het instrument ziet er uit als een kleine vleugel en een krant omschreef het als een piano die klinkt als een cello.
Ook Slate hoort de klank van een cello en noemt die prachtig sonoor in de lage tonen. In de hogere tonen doet het aan een orgel denken, met iets van rietblazers en wat abruptheid van het klavecimbel. Door de bouw van het instrument is er tussen het toucher en de klank wat vertraging hoorbaar.